# Politika

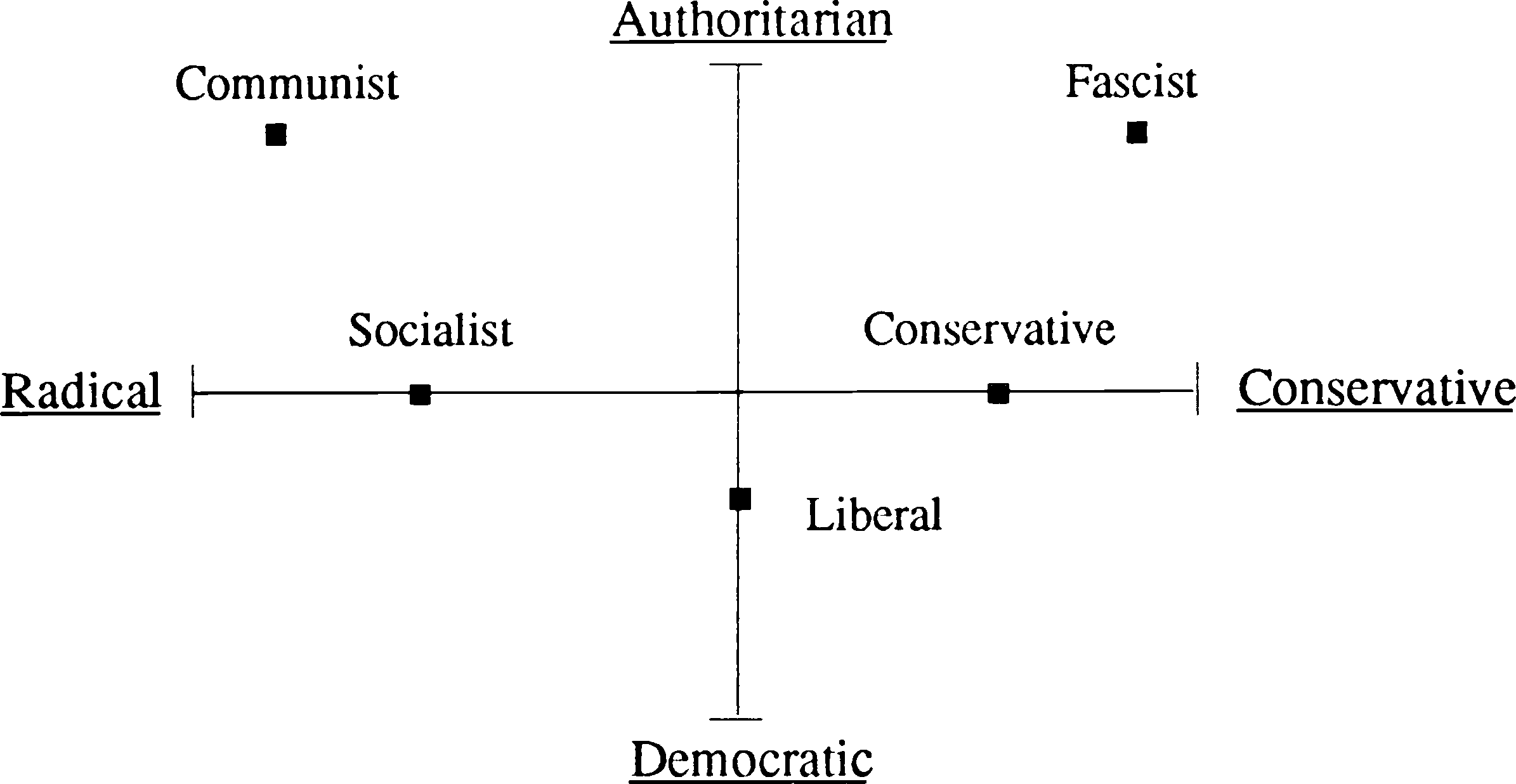
A politikai spektrum ábrázolása Hans Eysenck szerint

A politika kifejezés az ókori görög polisz névből ered. A politika szó magyar jelentése: közélet, ez értelemben tehát mindenki, aki részt vesz a közéletben, tevékeny (aktív) vagy tétlen (passzív) politikát folytat. A politikával, közélettel, annak jelenségeivel foglalkozik a politikatudomány.
A politika a társadalom különböző csoportjainak tevékenysége az állami hatalom megszerzéséért, megtartásáért és befolyásolásáért, hogy ennek révén érdekeiket érvényesíthessék, társadalmi céljaikat elérhessék. Az országon belüli társadalmi rétegek, csoportok küzdelme az államhatalom megszerzéséért és ezen keresztül érdekeik érvényesítéséért a belpolitika, az államok, nemzetek egymáshoz való viszonya, törekvésük befolyásuk, érdekeik érvényesítésére a nemzetközi térben a külpolitika.
A politikával hivatásszerűen foglalkozó személy a politikus.

## A politika mint a közéleti tevékenység
Általában úgy gondolunk a politikára, mint a hatalomért folytatott küzdelemre, mint ennek színterére, s mint a politikai színtér eseményeire.

### A politika szerepe
- A tevékeny politika valójában érdekek harca a közéletben, leginkább a közhatalomból való részesedésre vagy a közhatalom döntéseinek befolyásolására való igyekezet.
- A tétlen politikai szerep pedig az, hogy a közösség egyszerű tagja elfogadja a közhatalom döntéseit, mert úgy gondolja, hogy nem tudja azt befolyásolni.

#### A politika tevékeny szereplői
A politika cselekvő szereplői felléphetnek egyénileg vagy érdekcsoportokon keresztül, úgy mint közhatalom, társadalmi szervezet, mozgalom, petíciós bizottság, polgári engedetlenség és a közéletről a tájékoztatással foglalkozók. A politika fontos szereplői a közéleti választások és népszavazás résztvevői. Két változat használatos a politika szereplőire:
1. a politika a közhatalom (politikai hatalom) feladata, amit az egyszerű polgár nem tud befolyásolni;
2. a közösség tagjainak joga és kötelessége a közügyekben részt venni, hogy jó döntések születhessenek. E szerint, ne bízzuk magunkat teljes mértékben a közhatalomra, mert az így kisajátíthatja saját közös sorsunk irányítását.

### A politika alapvető céljai
Alapvetően a politika céljának két különböző értelmezése létezik:
1. a társadalom működésével kapcsolatos legkedvezőbb szabályozás létrehozása, működtetése, amely biztosítja a társadalom működésével kapcsolatos érdekeket;
2. egy törvényesített uralmi rendszer biztosítása.

## Politikai irányelvek
Politikai ideológiák célja az (érvényes vagy a mindenkori) emberi társadalom működtetésének a megismerése, és ennek alapján irányelveket állapítanak meg. Legtöbbször valamely társadalmi struktúrán belüli csoport (rend, osztály, réteg, politikai csoport, cég) érdekét tükrözik, és egyben sajátos szemléletmódját, valamint a végső célját hirdetik.

### Politika mint irányelvek rendszere
A politika szónak van egy másik fontos, naponta használt jelentése, amely az angol „policy”-nek felel meg (szemben a politics kifejezéssel), és nagyjából azt jelenti, hogy irányelvek. Egy csoport, társaság, cég vagy párt politikája. Ahogyan egy kormánynak van külpolitikája, drogpolitikája stb., ugyanúgy egy cégnek is lehet politikája valamivel kapcsolatban, például szerzői jogokkal kapcsolatos politikája (copyright policy). A politika mint irányelvek rendszere azért is különösen fontos, mert a politikai szereplők, pártok is bizonyos politika alapján politizálnak, adott ügyekkel, adott kérdésekkel kapcsolatban megfogalmaznak egy bizonyos politikát, és azt képviselik. Ezek nemcsak szakpolitikák, egy-egy pártnak általános politikai jellemvonásai is meghatározhatók, mint baloldaliság, konzervativizmus stb. Immanuel Wallerstein Bevezetés a világrendszer-elméletbe című írásában kifejti, hogy a globális politikai tér félperiférikus államaiban a megosztott elitek egyik fele gyakran a világrendszerekhez való felemás kapcsolódás miatt a centrum felé törekszik, a másik része pedig a nemzeti hagyományokat hangsúlyozza.

#### Szakpolitikák
- belpolitika
- külpolitika
- gazdaságpolitika
- emlékezetpolitika
- pénzügypolitika
- költségvetési politika
- oktatáspolitika
- kultúrpolitika
- tudománypolitika
- szociálpolitika
- családpolitika
- közlekedéspolitika
- ifjúságpolitika
- egyházpolitika
- drogpolitika
- fogyatékosságügyi politika
- várospolitika
- agrárpolitika
- menekültpolitika

#### A pártpolitizálás irányelve
További érdekes jelenség, hogy a politikai pártok a politizálás közepette saját politizálásukkal kapcsolatban is egy arra vonatkozó politika (irányelv-rendszer) alapján járnak el. Ez, ha úgy vesszük, a „politizálók politizálási politikája”. Politikai elemzők gyakran tesznek említést pártpolitikai szempontokról, érdekekről. Ami ebben figyelemreméltó, az az, hogy egy politikai párt így nemcsak a társadalomhoz való viszonyulását határozza meg egy politikában, s nemcsak bizonyos területekkel kapcsolatban fogalmaz meg szakpolitikát, de saját politizálásával kapcsolatban is. Ez pedig rávilágít arra, hogy egy politikai párt a politikájával együtt önmagát is képviseli, s hogy a pártérdek adott esetben konfliktusba kerülhet a párt által képviselt politika által meghatározott érdekkel, illetve konkrétan akár a párt által képviselt emberek érdekével is.

## Politikai rendszerek
A politikai rendszer a vezér vagy a hatalom formájára utal.

## Bírálata
- Aiszóposz: „Mi felakasztjuk a kis tolvajokat, és kinevezzük a nagyokat politikai posztokra.”
- Platón: „Azokat, akik túl okosak a politikai életre, büntetésül a butábbak kormányzása alá helyezzük."
- Clarence Darrow – híres amerikai ügyvéd: „Amikor gyerek voltam, mondták nekem, hogy akárkiből lehet elnök. Egyre jobban elhiszem.”
- Texas Guinan – 19. századi amerikai üzletasszony: „A politikus az a pasas, aki a te életedet feláldozza az ő országáért.”
- Adlai E. Stevenson – amerikai elnökjelölt beszéde: „Ajánlottam az ellenfeleimnek egy egyezményt. Ha ők abbahagyják a hazudozást rólam, akkor én abbahagyom az igazság kimondását róluk.”
- Oscar Ameringer: Az Amerikai Szocializmus Mark Twainje című könyvében: „A politika az a finom művészet, amely szavazatot szerez a szegényektől és kampánypénzeket a gazdagoktól, azzal az ígérettel, hogy megvédi mindkettőt a másiktól.”
- Nyikita Hruscsov: „A politikusok mindenütt egyformák. Ígérnek neked egy új hidat még ott is, ahol nincs folyó.”
- John Quinton – amerikai színész, író: „A politikusok azok az emberek, akik ha fényt látnak az alagút túlsó végén, elmennek több alagutat venni."
- Lenin: „A politikában az emberek mindig is az ámítás és az önámítás együgyű áldozatai voltak és azok is maradnak, amíg meg nem tanulják, hogy bármely erkölcsi, vallási politikai, szociális  frázis, nyilatkozat, ígéret mögött fel kell fedniük egyik vagy másik osztály érdekeit.”[4]
- Doug Larson – angol középtávfutó, aranyérmes a párizsi olimpián, 1924-ben: „Ahelyett hogy a város kulcsait odaadjuk egy politikusnak, jobb lenne lecserélni a zárakat.”
- Charles de Gaulle: „Arra a megállapításra jutottam, hogy a politika az túl komoly téma egyedül a politikusokra bízni.”

Politikai plakát – Erdélyi tüntetés, 1988